# Малавіта (фільм)
«Малавіта» (фр. Malavita; англ. The Family, дослівно укр. Сім'я) — американсько-французький комедійно-кримінальний бойовик режисера Люка Бессона (був також продюсером і сценаристом), що вийшов 13 вересня 2013 року в США. У головних ролях Роберт де Ніро, Мішель Пфайфер, Томмі Лі Джонс.
Французька (і українська) назва фільму — «Малавіта» — від назви роману Тоніно Бенаквісти, на основі якого створено сценарій; італ. malavita («погане життя») — це назва однієї з сицилійських мафій.
Сценарій стрічки написав Майкл Калео, продюсерами були Райан Кавана, Віржіні Сілла, Мартін Скорсезе. Вперше фільм продемонстрували 13 вересня 2013 року у США. В Україні прем'єра фільму відбулась 17 жовтня 2013 року.

## Сюжет
У мале французьке місто в Нормандії приїжджає «письменник» Фред Блейк разом зі своєю родиною: дружиною, донькою і сином. Але насправді Фред Блейк — це Джованні Манцоні, мафіозі, що переховується у Франції за програмою захисту свідків. Сім'я дуже часто змінює своє місце перебування, оскільки їх знаходила італійська мафія. Мафіозі знайшли їх і у Франції.

## У ролях
| Актор               | Персонаж                                                          | Роль                               |
| ------------------- | ----------------------------------------------------------------- | ---------------------------------- |
| Роберт де Ніро      | Фред Блейк / Джованні Манцоні (англ. Fred Blake/Giovanni Manzoni) | голова сім'ї, мафіозі              |
| Мішель Пфайфер      | Меґґі Блейк (англ. Maggie Blake)                                  | дружина Фреда / Джованні           |
| Томмі Лі Джонс      | Том Квінтіліані (англ. Tom Quintiliani)                           | агент ЦРУ, переховує сім'ю Блейків |
| Діанна Агрон        | Белл Блейк (англ. Belle Blake)                                    | донька Фреда / Джованні            |
| Джон Ді Лео         | Воррен Блейк (англ. Warren Blake)                                 | син Фреда / Джованні               |
| Доменік Ломбардоцці | Капуто (англ. Caputo)                                             | агент ФБР                          |
| Йонас Блоке         | Андре (англ. André)                                               |                                    |

## Створення
Фільм почали знімати 8 серпня 2012 року у Нормандії  (Франція), а також на французькій кіностудії Люка Бесона Cité du Cinéma, а також у Нью-Йорку, США.

## Критика
Станом на 23 серпня 2013 року рейтинг очікування фільму на сайті Rotten Tomatoes становив 97 % із 9,993 голосів.
Фільм отримав змішані відгуки: Rotten Tomatoes дав оцінку 33 % на основі 98 відгуків від критиків (середня оцінка 4,8/10) і 46 % від глядачів із середньою оцінкою 3,2/5 (30,308 голосів). Загалом на сайті фільми має негативний рейтинг, фільму зарахований «гнилий помідор» від кінокритиків і «розсипаний попкорн» від глядачів, Internet Movie Database — 6,5/10 (7 847 голосів), Metacritic — 44/100 (28 відгуків критиків) і 6,4/10 від глядачів (48 голосів). Загалом на цьому ресурсі від критиків фільм отримав змішані відгуки, а від глядачів — позитивні.

### Касові збори
Під час показу у США, що розпочався 13 вересня 2013 року, протягом першого тижня фільм показали у 3,091 кінотеатрі і він зібрав $14,034,764, що на той час дозволило йому зайняти 2 місце серед усіх прем'єр. Станом на 27 жовтня 2013 року показ фільму триває 45 днів (6,4 тижня). За цей час фільм зібрав у прокаті у США $36,478,800 при бюджеті $30 млн.
Під час показу в Україні, що стартував 17 жовтня 2013 року, протягом першого тижня фільм показали у 60 кінотеатрах і він зібрав $158,542, що на той час дозволило йому зайняти 3 місце серед усіх прем'єр. Із цим показником стрічка зайняла 72 місце у кінопрокаті за касовими зборами в Україні.